# フルバリ
フルバリ (Fulbari) は、バングラデシュのマダリプル地区にあるラジョワール・ウパジラの一部の村です。 村の面積は2.5km2で、ゴジャリア、ムリダバリ、モヒスマリ、チャムタの村に隣接しています。
ラジョワール連合教区の下のフルバリは1870年に設立されました。村は1つの区で構成されています。 村には、1つの小学校、10の寺院、1つの郵便小学校があり、コミュニティスクールはほとんどありません。